# Pseudovertagus aluco
Pseudovertagus aluco is een slakkensoort uit de familie Cerithiidae. De wetenschappelijke naam van de soort werd in 1758 gepubliceerd door Carl Linnaeus in de tiende editie van Systema naturae als Murex aluco.